# Chaplin (soundtrack)
Chaplin is de originele soundtrack, gecomponeerd en gedirigeerd door John Barry voor de film Chaplin uit 1992 van Richard Attenborough. Het album werd uitgebracht op 15 december 1992 door Epic Soundtrax.

## Achtergrond
De partituur werd uitgevoerd door het English Chamber Orchestra en opgenomen in de Abbey Road Studios in Londen. Het nummer "Early Days In London" bevat opnieuw opgenomen muziek van het nummer "The Honeysuckle and the Bee" van tekstschrijver Albert H. Fitz en componist William Penn.
.
In 2023 bracht La-La Land Records een uitgebreide editie uit met 35 tracks, in een beperkte oplage van 3000 exemplaren, ter ere van het 30-jarig jubileum.

## Tracklijst
Alle muziek en teksten zijn geschreven door John Barry, tenzij anders vermeld. 
| 1.                 | Chaplin - Main Theme                                                                                      | 3:06 |
| 2.                 | Early Days in London (bevat "The Honeysuckle and the Bee" geschreven door Albert H. Fitz en William Penn) | 4:18 |
| 3.                 | Charlie Proposes                                                                                          | 3:01 |
| 4.                 | To California / The Cutting Room                                                                          | 3:45 |
| 5.                 | Discovering the Tramp / The Wedding Chase                                                                 | 4:01 |
| 6.                 | Chaplin's Studio Opening                                                                                  | 1:58 |
| 7.                 | Salt Lake City Episode (geschreven door Charles Chaplin)                                                  | 2:11 |
| 8.                 | The Roll Dance                                                                                            | 2:34 |
| 9.                 | News of Hetty's Death / Smile                                                                             | 3:42 |
| 10.                | From London to L.A.                                                                                       | 3:21 |
| 11.                | Joan Barry Trouble / Oona Arrives                                                                         | 2:15 |
| 12.                | Remembering Hetty                                                                                         | 2:57 |
| 13.                | Smile | 2:06 |
| 14.                | The Roll Dance                                                                                            | 1:47 |
| 15.                | Chaplin - Main Theme / Smile                                                                              | 4:46 |
| 16.                | Smile (Performed by Robert Downey jr.) (geschreven door Charles Chaplin)                                  | 3:38 |
| Totale duur: 49:26 | |      |

## Prijzen en nominaties
| Jaar | Prijs                 | Categorie        | Genomineerde(n) | Uitslag     |
| ---- | --------------------- | ---------------- | --------------- | ----------- |
| 1993 | Academy Award (Oscar) | Beste filmmuziek | John Barry      | Genomineerd |
| 1993 | Golden Globe          | Beste filmmuziek | John Barry      | Genomineerd |